# هشام يكن
هشام يكن (مواليد 10 أغسطس 1962) هو لاعب كرة قدم سابق بنادي الزمالك المصري ومنتخب مصر لكرة القدم. شارك مع المنتخب في نهائيات كأس العالم 1990 بإيطاليا. والجدير بالذكر انه احرز هدفين فقط طوال مشواره الكروي مع نادي الزمالك. يلعب في مركز المدافع ويعتبر من أفضل اللاعبين المصريين في هذا المركز.
كما أن والده كان لاعب في الزمالك والمنتخب المصري وهو يكن حسين

## مسيرته الكروية
لعب هشام يكن خلال مسيرته الاحترافية مع نادِ واحدٍ في موسمين ولم سجل خلالها أي هدف ضمن 43 مباراة. ولم يفوز بأي موسم بالكأس وفاز موسمين بالدوري.
خاض هشام يكن مسيرته مع نادي الزمالك في موسم 1991–92 ولمدة موسمين، مشاركًا في 43 مباراة ولم يسجل أي هدف.

## روابط خارجية
- هشام يكن على موقع الاتحاد الدولي (مؤرشف)  (الإنجليزية)
- هشام يكن على موقع قاعدة بيانات كرة القدم.إي يو (الإنجليزية)
- هشام يكن على موقع ناشيونال فوتبول تيمز (الإنجليزية)
- هشام يكن على موقع Soccerway.com (الإنجليزية)